# Джабаль-Али
Джабаль-Али (араб. جبل علي) — крупнейшая в мире искусственная глубоководная гавань, находящаяся на территории эмирата Дубай, ОАЭ.
В прошлом Джабаль-Али — небольшой прибрежный посёлок, расположенный в 40 километрах к западу от столицы эмирата, города Дубай. В настоящее же время он практически прилегает к стремительно разрастающейся столице. В конце 1970-х годов здесь, в пустыне, были развёрнуты работы по созданию крупнейшей в истории человечества искусственной гавани. Большая часть погрузочно-разгрузочных площадей порта предназначены для контейнерных перевозок.
В 1970-е годы на этой огромной территории, площадью в 40 км² к югу и востоку от порта, работали лишь 4 компании с незначительным количеством грузовых кранов. Правящая в Дубае семья аль-Мактум приложила немалые усилия для привлечения в Джабаль-Али крупных торговых фирм и компаний — в том числе путём создания на территории порта «зоны свободной торговли» — Jebel Ali Free Zone (JAFZ). В 2006 году в Джабаль-Али были зарегистрированы уже около 6.300 фирм из приблизительно 100 стран мира, количество же занятых здесь рабочих и служащих достигло 100 тысяч человек. Кроме больших вложений в нефтедолларах в этот проект его успеху способствовало и весьма выгодное, стратегическое его положение на пересечении торговых путей из Индии в Африку и из Восточной Азии в Европу.
На побережье Персидского залива в Джабаль-Али построен отель Джабаль-Али Отель и Гольф Ресорт (Jebel Ali Hotel und Golf Resort). В 13 километрах от порта находится строящийся новый международный аэропорт Дубая — Dubai World Central International Airport. Строительство этого аэропорта задумано как создание единого комплекса торговли-перевозки в треугольнике «порт-аэропорт-зона свободной торговли» в Джабаль-Али. С сентября 2009 года порт Джабаль-Али и город Дубай связывает красная линия дубайского метрополитена со станциями Энерджи, Джабаль-Али Индастриал, Джабаль-Али Фри Зон.
Из других важных объектов в Джабаль-Али следует назвать: искусственный остров Джебель-Али Пальм, предприятия алюминиевой корпорации Dubai Aluminium Company (DUBAL), аэропорт Jebel Ali Airport City, электростанцию и опреснительную установку Джабаль-Али (крупнейшую в мире), покрывающую значительную часть потребностей Дубая в электроэнергии.

## Подчинённые районы
- Джабаль-Али
- Джабаль-Али Вилладж
- Джабаль-Али Фри Зон
- Джабаль-Али Индастриал